# Thottea straatmanii
Thottea straatmanii är en piprankeväxtart som beskrevs av Ding Hou. Thottea straatmanii ingår i släktet Thottea och familjen piprankeväxter. Inga underarter finns listade i Catalogue of Life.